# Masayasjön
Masayasjön (Laguna de Masaya) är 9 km² stor en kratersjö i kalderavulkanen Masaya i Nicaragua. Vid sjön ligger staden Masaya. Den har inget utlopp utan dräneras genom grundvattnet.

## Flora och fauna
Sjön är känd för sina ciklider som inkluderar arterna Amphilophus citrinellus och Amphilophus labiatus. Dessa kom ursprungligen från Managuasjön men har vistats i Masayasjön i ungefär 1 600 generationer. Under denna tid har de delats i två grupper, med tjocka respektive tunna läppar. De tjockläppade fiskarna är bättre på att äta från klipphabitat medan de tunnläppade är bättre anpassade till sjöns sandområden.